# Yuto Uchida
Yuto Uchida (født 29. april 1995) er en japansk fodboldspiller, som spiller for den japanske fodboldklub Tokushima Vortis.